# Verso
Il verso è l'unità metrica base per la poesia, sia sotto il punto di vista ritmico che puramente visivo. Tipograficamente è delimitato dalla discesa a capo.
Nei metri regolari, consiste in «una successione di sillabe strutturata secondo certe regole» (in base al loro numero, alla dislocazione delle sillabe toniche e atone, e alla posizione degli accenti). Il verso libero può essere incluso entro una definizione più ampia, come porzione di testo che l'autore elegge ad unità di segmentazione.
La divisione di un testo in versi indirizza subito il lettore verso un'interpretazione del testo focalizzata non solo sul suo significato ma anche sul modo in cui questo è espresso e organizzato, in altre parole sulla dialettica tra forma e contenuto.
La segmentazione versale entra in relazione con quella linguistica in un gioco di corrispondenze e sfasature che a loro volta vengono ad assumere un rilievo espressivo e formale.

## Raggruppamenti di versi
I versi possono essere raggruppati in strofe.

## I versi della poesia italiana
La poesia italiana tradizionale si basa sui versi che vanno dal quadrisillabo all'endecasillabo. Molto raro è l'utilizzo di versi più brevi e più lunghi.
I più usati, nella poesia di stile elevato, sono l'endecasillabo e il settenario, sovente abbinati tra loro e al quinario. Questi tre versi imparisillabi, infatti, condividono per lo più il profilo ritmico, con una prevalenza di accenti sulle sedi pari e la frequente (obbligatoria nel caso del quinario) accentazione della quarta sillaba metrica.
I versi parisillabi (quadrisillabo, senario, ottonario e decasillabo) hanno un andamento più cadenzato e un tono più popolare.
Il verso novenario, messo all'Indice dalla poesia classica, presenta lo stesso ritmo cantilenante dei versi parisillabi in forma ancora più accentuata.